# Летта Крапо Сміт
Генрієтта (Летта) Крапо Сміт (4 липня 1862 — 17 березня 1921) — художниця, відома як фахівець із кольору та онука колишнього губернатора Мічигану Генрі Х. Крапо.

## Перші роки
Летта Сміт народилася 4 липня 1862 року у відомій родині Крапо у Флінті у штаті Мічиган. Її батько, Гемфрі Генрі Хоуленд Крапо Сміт, був мічиганським лісовим бароном, а мати, Люсі Енн Крапо, була дочкою колишнього губернатора Мічигану Генрі Х. Крапо. По материнській лінії вона походила Вільяма Вайта та патріота Війни за Незалежність Пітера Крапо з Массачусетса, який служив хвилинником у 1775—1776 роках. Її двоюрідним братом був Вільям Дюрант, засновник General Motors і Chevrolet, також у Флінті, штат Мічиган.
Після того, як її батько перевіз сім'ю до Детройта, щоб заснувати там центр експорту мічиганської деревини, Летта росла серед відомих людей міста. Разом із матір'ю вона відвідувала заходи «Дочки американської революції». Суспільні газети повідомляли про моменти її життя, серед яких були розваги вдома в матері, пиття чаю з іншим жінкам із детройтського суспільства, робота по збору коштів для благодійних організацій Детройта та поїздки за кордон із матір'ю.

## Творчість
У 1890 році Сміт відправилась до Парижа, щоб вивчати живопис в Академії Жуліана в Парижі, оскільки їй не дозволили відвідувати Школу витончених мистецтв через те, що вона була жінкою. В Академії її роботи критикували видатні французькі художники Вільям-Адольф БугроБугро та Тоні Робер-Флорі. Перебуваючи в Парижі, вона була першою жінкою з Детройту, роботу якої прийняв паризький салон.
Сміт виставила свої роботи в Жіночому будинку на Всесвітній Колумбійській виставці в 1893 році в Чикаго, штат Іллінойс.

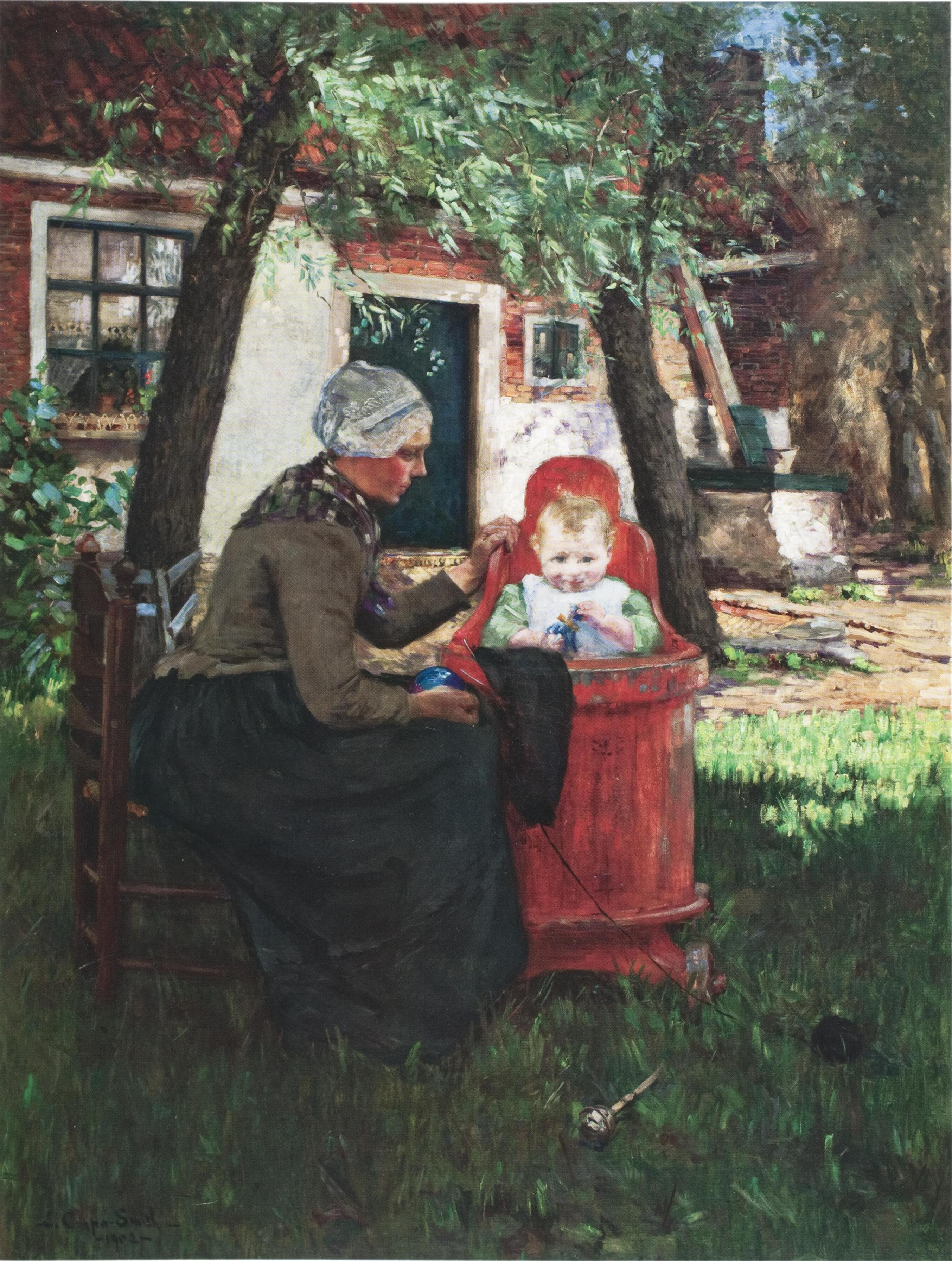
Перший день народження

Влітку 1901 і 1902 років вона навчалася в літній школі Джорджа Хічкока в Егмонді в Нідерландах. Її відомі картини «Дочка Егмонда» та «Перший день народження» стали результатом цього періоду художніх досліджень. Картина «Перший день народження» отримала бронзову медаль на Всесвітній виставці в Сент-Луїсі в 1904 році та деякий час демонструвався в Луврі. Картина також була виставлена в Академії образотворчого мистецтва Пенсільванії та на Міжнародній виставці Інституту Карнегі. Обидві картини були передані на довгострокову позику Детройтському інституту мистецтв, який написав наступне про «Перший день народження» в публікації 1907 року:
колір зображено вражаюче. Різнобарвні нотки в червоному ліжку, зелень у сонячному світлі та тіні, тьмяні тони сукні матрони та тьмяний червоний колір черепиці та цегли будинку — усе це поєднується в один загальний тон, якому не суперечить жодна нота.
Вона заснувала художню студію в Детройті, яка розташовувалася в будинку її батьків у Детройті на Джефферсон-авеню, 795, неподалік від кута Чейн і Джефферсона. Її мистецькі пошуки в Детройті включали навчання в іншого видатного детройтського художника, Юліуса Ролсховена. Під час виставки в 1910 році в Детройтському художньому музеї в газетах було надруковано наступне: «Було визнано, що роботи міс Летти Крапо–Сміт вирізняються красою, силою та оригінальністю… Трояндовий сад міс Сміт із дівчиною, що схиляється над квітами, сповнений чарівності» У 1907 році Сміт стала президентом Детройтського товариства жінок–художниць і працювала на цій посаді до 1915 року, коли вона не змогла продовжувати через хворобу.

## Смерть
У 1914 році в Летти виявили туберкульоз, що змусило її припинити малювати. Вона померла 17 березня 1921 року в Бостоні. Летта похована на кладовищі Гленвуд у Флінті разом із батьками.